# Tobias Pötzelsberger

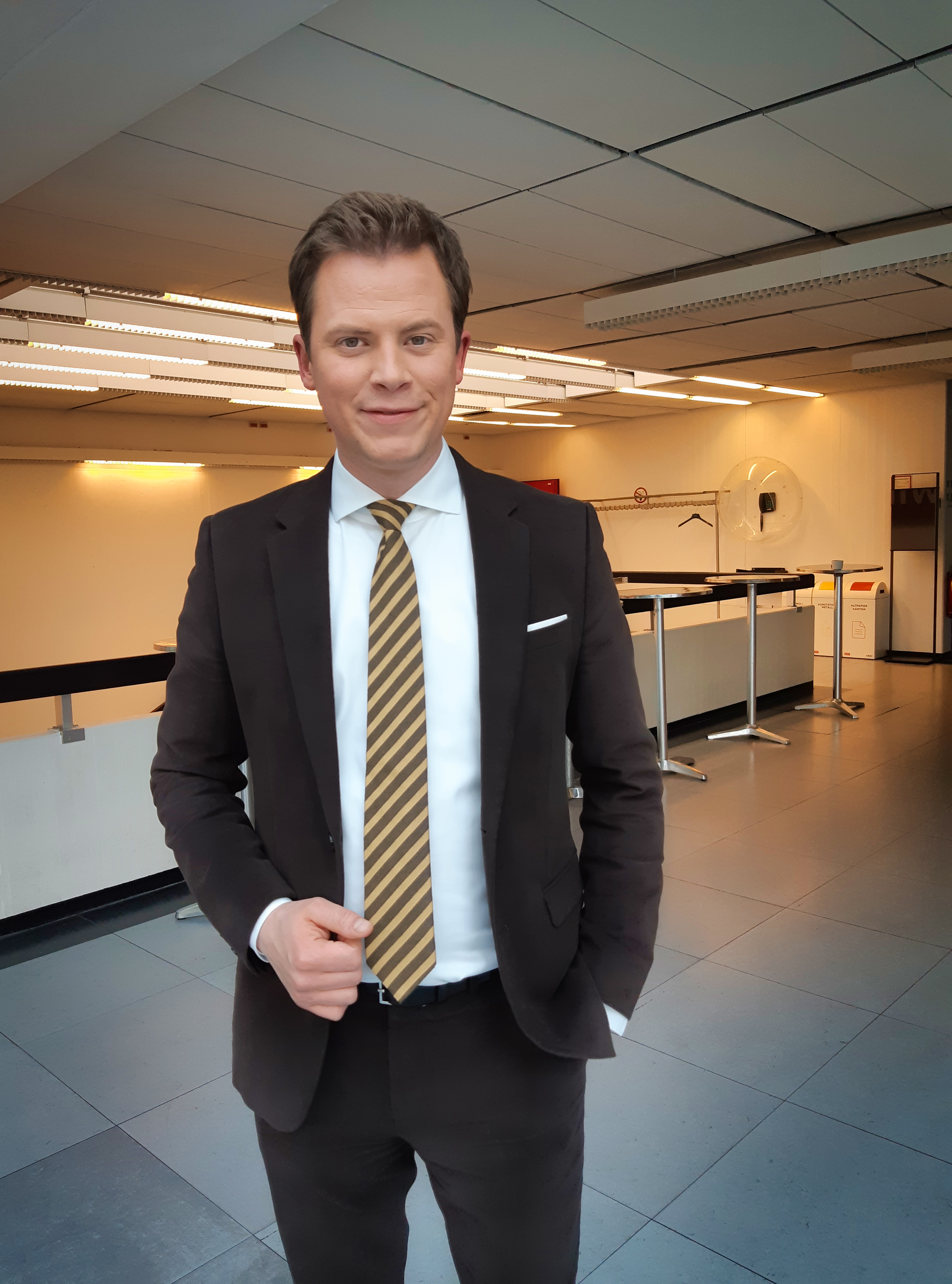
Tobias Pötzelsberger, 2020

Tobias Pötzelsberger (* 11. Mai 1983 in Oberösterreich) ist ein österreichischer Journalist und Singer-Songwriter.

## Leben
Pötzelsberger wuchs in Lochen am See, einer Gemeinde im Bezirk Braunau am Inn, auf. Im Jahr 2008 schloss er sein Studium der Politikwissenschaft an der Universität Salzburg ab. Seine Diplomarbeit widmete sich den Auswirkungen der BAWAG-Affäre auf den ÖGB.
Mit seiner Familie wohnt der gebürtige Innviertler nach wie vor im Salzkammergut. Er ist Vater eines Sohnes (* 2015).

## Journalismus
Pötzelsberger arbeitete für die Radiofabrik, die Salzburger Nachrichten und ab 2004 für den ORF Salzburg, zuletzt als Sprecher für Salzburg heute. Im Oktober 2018 wechselte er nach Wien, wo er als Nachrichtensprecher der Zeit im Bild tätig ist und anfangs überwiegend für die Ausgaben um 9, 11 und 13 Uhr eingesetzt wurde.
Einer breiteren Öffentlichkeit wurde er durch mehrstündige Sondersendungen im Zusammenhang mit dem Rücktritt von Vizekanzler Heinz-Christian Strache im Zuge der Ibiza-Affäre am 18. Mai 2019 bekannt. Im Jahre 2019 führte er die ORF-Sommergespräche mit den Parteivorsitzenden der im Parlament vertretenen Parteien.
Zu Ostern 2020 sollte er Johannes Marlovits als Moderator der Zeit im Bild 1 nachfolgen. Aufgrund der COVID-19-Pandemie wurde der Wechsel auf Mai 2020 verschoben. Seitdem präsentiert er gemeinsam mit Susanne Höggerl die Hauptnachrichten um 19:30 Uhr.
Im Juni 2024 moderierte er gemeinsam mit Raffaela Schaidreiter die Diskussionssendung der Spitzenkandidaten zur EU-Wahl 2024.

## Auszeichnungen
- 2019: Walther-Rode-Preis[12][13]
- 2019: Journalist des Jahres[14]
- 2020: Romy in der Kategorie beliebtester Moderator Information

## Musik
Mit seiner Band The More or The Less veröffentlichte Pötzelsberger die Alben We, the people (2009) und Keep Calm (2012). Das zweite Album wurde mit dem Heimo-Erbse-Preis 2012 ausgezeichnet.
2024 veröffentlichte er seine Single Play it cool sowie das Album Prudence. Im darauffolgenden Frühjahr und Sommer ging Pötzelsberger und Band auf Tour durch ganz Österreich. Sie gaben Konzerte unter anderem in Wien, Klagenfurt und Lienz.